# LEN European Cup 1994-1995
La LEN European Cup 1994-1995  è stata la trentaduesima edizione del massimo trofeo continentale di pallanuoto per squadre europee di club.
La fase finale si è giocata con gare di andata e ritorno a eliminazione diretta.
Nella riedizione della finale della precedente edizione, il Club Natació Catalunya ha avuto la meglio sull'Újpest, conquistando la coppa per la prima volta.

## Quarti di finale
| Qualificate  |                   |
| - Amersfoort | - Posillipo       |
| - Catalunya  | - Spandau         |
| - Ethnikos   | - Steaua Bucarest |
| - Mladost    | - Újpest          |

| Andata     | Andata                    | Andata |
| Data       | Gara                      | Ris.   |
| ---------- | ------------------------- | ------ |
| ?          | Catalunya - Amersfoort    | 11-8   |
| 21/01/1995 | Ethnikos - Újpest         | 8-12   |
| ?          | Mladost - Posillipo       | 7-6    |
| ?          | Steaua Bucarest - Spandau | 5-4    |

| Ritorno    | Ritorno                   | Ritorno | Ritorno |
| Data       | Gara                      | Ris.    | Tot.    |
| ---------- | ------------------------- | ------- | ------- |
| ?          | Amersfoort - Catalunya    | 8-10    | 16-21   |
| 11/02/1995 | Újpest - Ethnikos         | 13-5    | 25-13   |
| ?          | Posillipo - Mladost       | 10-10   | 16-17   |
| ?          | Spandau - Steaua Bucarest | 8-6     | 12-11   |

## Semifinali
| Andata | Andata              | Andata |
| Data   | Gara                | Ris.   |
| ------ | ------------------- | ------ |
| ?      | Catalunya - Mladost | 5-4    |
| ?      | Spandau - Újpest    | 5-9    |

| Ritorno | Ritorno             | Ritorno | Ritorno |
| Data    | Gara                | Ris.    | Tot.    |
| ------- | ------------------- | ------- | ------- |
| ?       | Mladost - Catalunya | 6-6     | 10-11   |
| ?       | Újpest - Spandau    | 8-4     | 17-9    |

## Finale
| Andata | Andata             | Andata |
| Data   | Gara               | Ris.   |
| ------ | ------------------ | ------ |
| ?      | Catalunya - Újpest | 7-6    |

| Ritorno | Ritorno            | Ritorno | Ritorno |
| Data    | Gara               | Ris.    | Tot.    |
| ------- | ------------------ | ------- | ------- |
| ?       | Újpest - Catalunya | 7-8     | 13-15   |

### Campioni
- Catalunya Campione d'Europa:

Jesús Rollán, Navarro, Sergi Pedrerol, Jordi Neira, Igor Milanović, Igor Gočanin, Jordi Payà, Francisco Javier García, José María Abarca, Arevalo, Olle, Joaquim Serracanta, P. Garcia.

## Fonti
- (EN)  LEN, The Dalekovod Final Four - Book of Champions 2011, 2011 (versione digitale)